# Qandala
Qandala (en arabe: کاندالہ) est une ville portuaire de la région de Bari dans la zone semi-autonome du Pount dans le nord-est de la Somalie. La ville fait partie du district homonyme et compte 15 600 habitants

## Histoire
Qandala correspondrait au port antique de Psygmus, cité par Strabon.
En octobre 2016, des soldats djihadistes menés par Abdiqadir Mumin, alors dissidents d'Harakat al-Shabab al-Mujahedin et proclamant allégeance à l'État islamique occupent la ville pendant une journée avant d'être battu par les forces spéciales du Puntland,,.

## Patrimoine
Près de la ville se situe les ruines du fort de Botiala.

## Transport
Qandala possède un port et un aéroport,.